# Dinoponera quadriceps
Espèce
Dinoponera quadriceps est une espèce d’insectes de la famille des Formicidae (fourmis), sous-famille des Ponerinae, tribu des Ponerini et du genre Dinoponera.

## Historique et dénomination
L'espèce Dinoponera quadriceps a été décrite par le myrmécologiste américain Walter Wolfgang Kempf en 1971.

## Biologie
Parmi les 12 000 espèces de fourmis connues environ (on estime à plus de 20 000 le nombre total d’espèces), la plus grande (30 mm de long) est Dinoponera quadriceps. C'est une fourmi sud-américaine. C'est une des plus grosses fourmis avec des ouvrières atteignant plus de 3 cm de longueur. Les colonies de Dinoponera quadriceps sont petites proportionnellement aux autres espèces de fourmis. Elles contiennent de 60 à 85 individus.
C'est l'ouvrière la plus dominante qui se reproduit et elle seule. La fourmi alpha (gamergate) devient la véritable pondeuse de la colonie, asservissant les autres ouvrières pour garder ce rôle. Cette dernière sera et restera la femelle alpha tant et aussi longtemps qu'elle pourra s'imposer comme dominatrice en luttant constamment pour son rang. Certaines autres ouvrières ne pondent que des œufs trophiques. La vie de cette espèce s'apparente à celle de Paraponera clavata. La femelle alpha sectionne l'abdomen du mâle pendant l'accouplement. Les parties génitales du mâle restent accrochées à la femelle, ce qui la rend non réceptive aux autres mâles.